# Gnathonarium gibberum
Gnathonarium gibberum là một loài nhện trong họ Linyphiidae.
Loài này thuộc chi Gnathonarium. Gnathonarium gibberum được Ryoji Oi miêu tả năm 1960.